# Superliga Brasileira de Voleibol Feminino de 2022–23 - Série A
A Superliga Brasileira de Voleibol Feminino de 2022–23 - Série A foi a 28.ª edição desta competição organizada pela Confederação Brasileira de Voleibol através da Unidade de Competições Nacionais. Também foi a 44.ª edição do Campeonato Brasileiro de Voleibol Feminino, a principal competição entre clubes de voleibol feminino do Brasil. Participaram do torneio doze equipes provenientes de cinco estados brasileiros (São Paulo, Rio de Janeiro, Minas Gerais, Paraná e Santa Catarina) e do Distrito Federal.

## Regulamento
A fase classificatória da competição foi disputada por doze equipes em dois turnos. Em cada turno, todos os times jogaram entre si uma única vez. Os jogos do segundo turno foram realizados na mesma ordem do primeiro, apenas com o mando de quadra invertido.
Os oito clubes primeiros colocados se classificaram para os play-offs. Nesta fase, a vitória por 3-0 ou 3-1 garantiu três pontos para o ganhador e nenhum ponto para o perdedor. Já com o placar de 3-2, o ganhador da partida somou dois pontos e o perdedor um. Os dois últimos colocados foram rebaixados para a Série B 2024.
Na seguinte ordem foram os critérios de desempate: número de vitórias, sets average, pontos average; confronto direto (no caso de empate entre duas equipes) e por último sorteio. Os play-offs foram divididos em três fases: quartas de final, semifinais e final.
Nas quartas de final houve um cruzamento entre as equipes com os melhores índices técnicos seguindo a lógica: 1ª x 8ª (A); 2ª x 7ª(B); 3ª x 6ª(C) e 4ª x 5ª(D). Estas jogaram partidas em melhor de 3 (jogos), sendo um mando de campo para cada e o jogo de desempate, caso necessário, no ginásio da equipe com o melhor índice técnico da fase classificatória.
As semifinais foram disputadas pelas equipes que passaram das quartas de final, seguindo a lógica: vencedora do duelo A x vencedora do duelo D; vencedora do duelo B x vencedora do duelo C. Estas jogaram novamente partidas em melhor de 3 (jogos), sendo um mando de campo para cada e o jogo de desempate, caso necessário, no ginásio da equipe com o melhor índice técnico da fase classificatória.
Nas quartas de final e semifinais, o primeiro jogo da série é na casa com pior índice técnico da fase classificatória.As vencedoras se classificaram para a final, que foi por melhor de 3 jogos, no Ginásio Sabiazinho, em Uberlândia. A terceira e a quarta colocações foram definidas pelo melhor índice técnico da fase classificatória.
Os sets do torneio são disputados até 25 pontos com a diferença mínima de dois pontos (com exceção do quinto set, cujo vencedor é a equipe que faz 15 pontos com pelo menos dois de diferença).

## Equipes participantes
Doze equipes participam da Superliga Feminina de 2022/23. São elas:
| Equipe                     | Cidade             | Pos. temporada 2021/22 | Ginásio                          | Capacidade | Títulos | Sesi/Bauru São Caetano Brasília Vôlei Minas Pinheiros Barueri Maringá Praia Clube Osasco ABEL/Brusque Rio de Janeiro: Sesc RJ Flamengo FluminenseSuperliga Brasileira de Voleibol Feminino de 2022–23 - Série A (Brasil) |
| -------------------------- | ------------------ | ---------------------- | -------------------------------- | ---------- | ------- | --- |
| Barueri                    | Barueri            | 7º (Superliga A)       | José Corrêa                      | 5 000      | 0       | Sesi/Bauru São Caetano Brasília Vôlei Minas Pinheiros Barueri Maringá Praia Clube Osasco ABEL/Brusque Rio de Janeiro: Sesc RJ Flamengo FluminenseSuperliga Brasileira de Voleibol Feminino de 2022–23 - Série A (Brasil) |
| Brasília Vôlei             | Brasília           | 9º (Superliga A)       | Sesi Taguatinga                  | 11 000     | 0       | Sesi/Bauru São Caetano Brasília Vôlei Minas Pinheiros Barueri Maringá Praia Clube Osasco ABEL/Brusque Rio de Janeiro: Sesc RJ Flamengo FluminenseSuperliga Brasileira de Voleibol Feminino de 2022–23 - Série A (Brasil) |
| ABEL/Moda/Brusque          | Brusque            | 2º (Superliga B)       | Arena Brusque                    | 1 000      | 0       | Sesi/Bauru São Caetano Brasília Vôlei Minas Pinheiros Barueri Maringá Praia Clube Osasco ABEL/Brusque Rio de Janeiro: Sesc RJ Flamengo FluminenseSuperliga Brasileira de Voleibol Feminino de 2022–23 - Série A (Brasil) |
| Fluminense                 | Rio de Janeiro     | 6º (Superliga A)       | Ginásio da Hebraica              | 1 000      | 2       | Sesi/Bauru São Caetano Brasília Vôlei Minas Pinheiros Barueri Maringá Praia Clube Osasco ABEL/Brusque Rio de Janeiro: Sesc RJ Flamengo FluminenseSuperliga Brasileira de Voleibol Feminino de 2022–23 - Série A (Brasil) |
| Unilife Maringá            | Maringá            | 10º (Superliga A)      | Ginásio Chico Neto               | 4 800      | 0       | Sesi/Bauru São Caetano Brasília Vôlei Minas Pinheiros Barueri Maringá Praia Clube Osasco ABEL/Brusque Rio de Janeiro: Sesc RJ Flamengo FluminenseSuperliga Brasileira de Voleibol Feminino de 2022–23 - Série A (Brasil) |
| Gerdau/Minas               | Belo Horizonte     | 1º (Superliga A)       | Arena UniBH                      | 3 650      | 5       | Sesi/Bauru São Caetano Brasília Vôlei Minas Pinheiros Barueri Maringá Praia Clube Osasco ABEL/Brusque Rio de Janeiro: Sesc RJ Flamengo FluminenseSuperliga Brasileira de Voleibol Feminino de 2022–23 - Série A (Brasil) |
| Osasco São Cristóvão Saúde | Osasco             | 5º (Superliga A)       | José Liberatti                   | 4 500      | 5       | Sesi/Bauru São Caetano Brasília Vôlei Minas Pinheiros Barueri Maringá Praia Clube Osasco ABEL/Brusque Rio de Janeiro: Sesc RJ Flamengo FluminenseSuperliga Brasileira de Voleibol Feminino de 2022–23 - Série A (Brasil) |
| Pinheiros                  | São Paulo          | 8º (Superliga A)       | Henrique Villaboim               | 1 100      | 0       | Sesi/Bauru São Caetano Brasília Vôlei Minas Pinheiros Barueri Maringá Praia Clube Osasco ABEL/Brusque Rio de Janeiro: Sesc RJ Flamengo FluminenseSuperliga Brasileira de Voleibol Feminino de 2022–23 - Série A (Brasil) |
| Dentil Praia Clube         | Uberlândia         | 2º (Superliga A)       | Arena Praia                      | 3 000      | 1       | Sesi/Bauru São Caetano Brasília Vôlei Minas Pinheiros Barueri Maringá Praia Clube Osasco ABEL/Brusque Rio de Janeiro: Sesc RJ Flamengo FluminenseSuperliga Brasileira de Voleibol Feminino de 2022–23 - Série A (Brasil) |
| Sesc RJ/Flamengo           | Rio de Janeiro     | 4º (Superliga A)       | Ginásio Hélio Maurício           | 1.000      | 12      | Sesi/Bauru São Caetano Brasília Vôlei Minas Pinheiros Barueri Maringá Praia Clube Osasco ABEL/Brusque Rio de Janeiro: Sesc RJ Flamengo FluminenseSuperliga Brasileira de Voleibol Feminino de 2022–23 - Série A (Brasil) |
| Sesi/Vôlei Bauru           | Bauru              | 3º (Superliga A)       | Panela de Pressão                | 2 000      | 0       | Sesi/Bauru São Caetano Brasília Vôlei Minas Pinheiros Barueri Maringá Praia Clube Osasco ABEL/Brusque Rio de Janeiro: Sesc RJ Flamengo FluminenseSuperliga Brasileira de Voleibol Feminino de 2022–23 - Série A (Brasil) |
| São Caetano                | São Caetano do Sul | 1º (Superliga B)       | Vereador Pedro Ezequiel da Silva | 3 500      | 1       | Sesi/Bauru São Caetano Brasília Vôlei Minas Pinheiros Barueri Maringá Praia Clube Osasco ABEL/Brusque Rio de Janeiro: Sesc RJ Flamengo FluminenseSuperliga Brasileira de Voleibol Feminino de 2022–23 - Série A (Brasil) |

1. ↑  Devido a inversão de patrocínio máster com a equipe masculina, o time passa a se chamar Gerdau/Minas.

## Classificação
- Vitória por 3 sets a 0 ou 3 a 1: 3 pontos para o vencedor;
- Vitória por 3 sets a 2: 2 pontos para o vencedor e 1 ponto para o perdedor.
- Não comparecimento, a equipe perde 2 pontos.
- Em caso de igualdade por pontos, os seguintes critérios servem como desempate: número de vitórias, razão de sets e razão de ralis.

|  |                                                       |
|  | (Q) - Equipes classificadas às quartas-de-final.      |
|  | Equipes eliminadas e mantidas para a Série A 2023–24. |
|  | (R) - Equipes rebaixadas para a Série B 2024.         |

|     |                            |     | Jogos | Jogos | Jogos | Resultados | Resultados | Resultados | Resultados | Resultados | Resultados | Sets | Sets | Sets  | Pontos | Pontos | Pontos |
| Pos | Equipe                     | Pts | T     | V     | D     | 3–0        | 3–1        | 3–2        | 2–3        | 1–3        | 0–3        | V    | P    | R     | V      | P      | R      |
| --- | -------------------------- | --- | ----- | ----- | ----- | ---------- | ---------- | ---------- | ---------- | ---------- | ---------- | ---- | ---- | ----- | ------ | ------ | ------ |
| 1   | Dentil Praia Clube         | 59  | 22    | 20    | 2     | 13         | 5          | 2          | 1          | 1          | 0          | 63   | 15   | 4.200 | 1877   | 1547   | 1.213  |
| 2   | Osasco São Cristóvão Saúde | 49  | 22    | 17    | 5     | 8          | 7          | 2          | 0          | 3          | 2          | 54   | 26   | 2.077 | 1907   | 1718   | 1.110  |
| 3   | Gerdau Minas               | 46  | 22    | 16    | 6     | 9          | 4          | 3          | 1          | 3          | 2          | 53   | 28   | 1.893 | 1861   | 1700   | 1.095  |
| 4   | Sesc RJ/Flamengo           | 45  | 22    | 14    | 8     | 8          | 5          | 1          | 4          | 2          | 2          | 52   | 31   | 1.677 | 1922   | 1737   | 1.107  |
| 5   | Fluminense                 | 38  | 22    | 14    | 8     | 4          | 5          | 5          | 1          | 4          | 3          | 48   | 39   | 1.231 | 1919   | 1898   | 1.011  |
| 6   | Sesi/Vôlei Bauru           | 38  | 22    | 12    | 10    | 4          | 7          | 1          | 3          | 3          | 4          | 45   | 39   | 1.154 | 1856   | 1780   | 1.043  |
| 7   | Pinheiros                  | 33  | 22    | 12    | 10    | 6          | 2          | 4          | 1          | 2          | 7          | 40   | 40   | 1,000 | 1802   | 1746   | 1.032  |
| 8   | Barueri                    | 31  | 22    | 10    | 12    | 5          | 3          | 2          | 3          | 6          | 3          | 42   | 43   | 0.977 | 1869   | 1922   | 0.972  |
| 9   | Unilife Maringá            | 23  | 22    | 7     | 15    | 1          | 4          | 2          | 4          | 3          | 8          | 32   | 53   | 0.604 | 1773   | 1922   | 0.922  |
| 10  | Brasília Vôlei             | 21  | 22    | 7     | 15    | 4          | 0          | 3          | 3          | 7          | 5          | 34   | 51   | 0.667 | 1803   | 1932   | 0.933  |
| 11  | Energis 8 São Caetano      | 12  | 22    | 3     | 19    | 1          | 0          | 2          | 5          | 5          | 9          | 24   | 61   | 0.393 | 1696   | 1957   | 0.867  |
| 12  | ABEL/Brusque               | 1   | 22    | 0     | 22    | 0          | 0          | 0          | 1          | 3          | 18         | 5    | 66   | 0.076 | 1329   | 1755   | 0.757  |

- Atualizado até 1 de abril de 2023

### Turno
- Local: Os times que estão ao lado esquerdo da tabela jogam em casa.

#### 1ª Rodada
| Data       | Hora  |                  | Placar |                            | Set 1 | Set 2 | Set 3 | Set 4 | Set 5 | Total   | Relatório |
| ---------- | ----- | ---------------- | ------ | -------------------------- | ----- | ----- | ----- | ----- | ----- | ------- | --------- |
| 28/10/2022 | 19:30 | Fluminense       | 3–1    | Barueri                    | 23–25 | 25–19 | 25–21 | 25–16 |       | 98–81   | Relatório |
| 28/10/2022 | 21:30 | Sesc RJ/Flamengo | 2–3    | Osasco São Cristóvão Saúde | 25–20 | 25–21 | 22–25 | 18–25 | 8–15  | 98–106  | Relatório |
| 31/10/2022 | 21:30 | Brasília Vôlei   | 2–3    | Dentil Praia Clube         | 25–17 | 28–26 | 22–25 | 19–25 | 10–15 | 104–108 | Relatório |
| 01/11/2022 | 19:00 | Gerdau Minas     | 3–0    | ABEL/Brusque               | 25–18 | 25–17 | 25–20 |       |       | 75–55   | Relatório |
| 01/11/2022 | 20:00 | Pinheiros        | 3–0    | Energis 8 São Caetano      | 25–22 | 25–10 | 25–20 |       |       | 75–52   | Relatório |
| 01/11/2022 | 21:30 | Sesi/Vôlei Bauru | 2–3    | Unilife Maringá            | 23–25 | 16–25 | 25–14 | 25–17 | 11–15 | 100–96  | Relatório |

#### 2ª Rodada
| Data       | Hora  |                            | Placar |                  | Set 1 | Set 2 | Set 3 | Set 4 | Set 5 | Total   | Relatório |
| ---------- | ----- | -------------------------- | ------ | ---------------- | ----- | ----- | ----- | ----- | ----- | ------- | --------- |
| 03/11/2022 | 19:00 | Barueri                    | 2–3    | Brasília Vôlei   | 25–18 | 23–25 | 25–21 | 23–25 | 13–15 | 109–104 | Relatório |
| 04/11/2022 | 19:00 | Osasco São Cristóvão Saúde | 1–3    | Sesi/Vôlei Bauru | 18–25 | 15–25 | 25–23 | 19–25 |       | 77–98   | Relatório |
| 04/11/2022 | 19:30 | Fluminense                 | 3–0    | ABEL/Brusque     | 25–22 | 25–19 | 25–18 |       |       | 75–59   | Relatório |
| 04/11/2022 | 21:30 | Dentil Praia Clube         | 3–0    | Sesc RJ/Flamengo | 25–23 | 25–13 | 25–14 |       |       | 75–50   | Relatório |
| 05/11/2022 | 21:30 | Energis 8 São Caetano      | 0–3    | Gerdau Minas     | 19–25 | 17–25 | 19–25 |       |       | 55–75   | Relatório |
| 07/11/2022 | 20:00 | Unilife Maringá            | 2–3    | Pinheiros        | 27–25 | 25–23 | 21–25 | 14–25 | 12–15 | 99–113  | Relatório |

#### 3ª Rodada
| Data       | Hora  |                       | Placar |                            | Set 1 | Set 2 | Set 3 | Set 4 | Set 5 | Total  | Relatório |
| ---------- | ----- | --------------------- | ------ | -------------------------- | ----- | ----- | ----- | ----- | ----- | ------ | --------- |
| 10/11/2022 | 19:00 | Brasília Vôlei        | 0–3    | Fluminense                 | 18–25 | 19–25 | 16–25 |       |       | 53–75  | Relatório |
| 10/11/2022 | 21:30 | Pinheiros             | 1–3    | Osasco São Cristóvão Saúde | 22–25 | 26–28 | 25–22 | 24–26 |       | 97–101 | Relatório |
| 11/11/2022 | 18:30 | Sesi/Vôlei Bauru      | 1–3    | Dentil Praia Clube         | 25–17 | 22–25 | 18–25 | 23–25 |       | 88–92  | Relatório |
| 11/11/2022 | 21:00 | Sesc RJ/Flamengo      | 1–3    | Barueri                    | 21–25 | 25–19 | 26–28 | 25–27 |       | 97–99  | Relatório |
| 12/11/2022 | 21:30 | Gerdau Minas          | 3–0    | Unilife Maringá            | 25–22 | 25–13 | 25–17 |       |       | 75–52  | Relatório |
| 13/12/2022 | 19:30 | Energis 8 São Caetano | 3–2    | ABEL/Brusque               | 20–25 | 25–22 | 25–18 | 17–25 | 15–4  | 102–94 | Relatório |

#### 4ª Rodada
| Data       | Hora  |                            | Placar |                       | Set 1 | Set 2 | Set 3 | Set 4 | Set 5 | Total  | Relatório |
| ---------- | ----- | -------------------------- | ------ | --------------------- | ----- | ----- | ----- | ----- | ----- | ------ | --------- |
| 15/11/2022 | 19:00 | Fluminense                 | 1–3    | Sesc RJ/Flamengo      | 25–21 | 21–25 | 16–25 | 23–25 |       | 85–96  | Relatório |
| 15/11/2022 | 21:30 | Osasco São Cristóvão Saúde | 3–1    | Gerdau Minas          | 27–29 | 25–17 | 25–16 | 25–20 |       | 102–82 | Relatório |
| 15/11/2022 | 21:30 | Unilife Maringá            | 2–3    | Energis 8 São Caetano | 16–25 | 25–21 | 28–26 | 15–25 | 14–16 | 98–113 | Relatório |
| 16/11/2022 | 19:00 | Dentil Praia Clube         | 3–0    | Pinheiros             | 28–26 | 25–20 | 25–19 |       |       | 78–65  | Relatório |
| 16/11/2022 | 21:30 | Barueri                    | 0–3    | Sesi/Vôlei Bauru      | 25–27 | 16–25 | 17–25 |       |       | 58–77  | Relatório |
| 16/12/2022 | 19:00 | Brasília Vôlei             | 3–0    | ABEL/Brusque          | 25–22 | 25–11 | 25–14 |       |       | 75–47  | Relatório |

#### 5ª Rodada
| Data       | Hora  |                       | Placar |                            | Set 1 | Set 2 | Set 3 | Set 4 | Set 5 | Total   | Relatório |
| ---------- | ----- | --------------------- | ------ | -------------------------- | ----- | ----- | ----- | ----- | ----- | ------- | --------- |
| 18/11/2022 | 18:30 | Sesc RJ/Flamengo      | 3–0    | Brasília Vôlei             | 25–19 | 25–20 | 25–8  |       |       | 75–47   | Relatório |
| 18/11/2022 | 21:00 | Energis 8 São Caetano | 2–3    | Osasco São Cristóvão Saúde | 25–22 | 18–25 | 25–22 | 13–25 | 14–16 | 95–110  | Relatório |
| 19/11/2022 | 17:00 | ABEL/Brusque          | 1–3    | Unilife Maringá            | 25–23 | 13–25 | 17–25 | 18–25 |       | 73–98   | Relatório |
| 19/11/2022 | 19:00 | Gerdau Minas          | 2–3    | Dentil Praia Clube         | 17–25 | 25–22 | 25–23 | 18–25 | 9–15  | 94–110  | Relatório |
| 20/11/2022 | 17:00 | Pinheiros             | 3–2    | Barueri                    | 31–29 | 25–21 | 22–25 | 21–25 | 15–12 | 114–112 | Relatório |
| 20/11/2022 | 21:30 | Sesi/Vôlei Bauru      | 3–1    | Fluminense                 | 25–21 | 20–25 | 25–20 | 25–20 |       | 95–86   | Relatório |

#### 6ª Rodada
| Data       | Hora  |                    | Placar |                            | Set 1 | Set 2 | Set 3 | Set 4 | Set 5 | Total  | Relatório |
| ---------- | ----- | ------------------ | ------ | -------------------------- | ----- | ----- | ----- | ----- | ----- | ------ | --------- |
| 22/11/2022 | 21:30 | Sesc RJ/Flamengo   | 3–0    | ABEL/Brusque               | 25–13 | 25–17 | 25–16 |       |       | 75–46  | Relatório |
| 25/11/2022 | 18:30 | Brasília Vôlei     | 1–3    | Sesi/Vôlei Bauru           | 22–25 | 31–29 | 19–25 | 20–25 |       | 92–104 | Relatório |
| 25/11/2022 | 19:30 | Fluminense         | 3–0    | Pinheiros                  | 25–22 | 25–22 | 25–23 |       |       | 75–67  | Relatório |
| 25/11/2022 | 21:00 | Barueri            | 1–3    | Gerdau Minas               | 25–27 | 16–25 | 25–20 | 22–25 |       | 88–97  | Relatório |
| 26/11/2022 | 21:30 | Dentil Praia Clube | 3–0    | Energis 8 São Caetano      | 25–19 | 25–17 | 25–21 |       |       | 75–57  | Relatório |
| 15/12/2022 | 20:00 | Unilife Maringá    | 1–3    | Osasco São Cristóvão Saúde | 17–25 | 25–23 | 18–25 | 27–29 |       | 87–102 | Relatório |

#### 7ª Rodada
| Data       | Hora  |                       | Placar |                            | Set 1 | Set 2 | Set 3 | Set 4 | Set 5 | Total  | Relatório |
| ---------- | ----- | --------------------- | ------ | -------------------------- | ----- | ----- | ----- | ----- | ----- | ------ | --------- |
| 29/11/2022 | 19:00 | ABEL/Brusque          | 0–3    | Osasco São Cristóvão Saúde | 13–25 | 16–25 | 22–25 |       |       | 51–75  | Relatório |
| 25/11/2022 | 20:00 | Pinheiros             | 3–0    | Brasília Vôlei             | 25–22 | 25–21 | 25–23 |       |       | 75–66  | Relatório |
| 29/11/2022 | 21:30 | Sesi/Vôlei Bauru      | 3–2    | Sesc RJ/Flamengo           | 19–25 | 25–16 | 25–14 | 28–30 | 15–7  | 112–92 | Relatório |
| 30/11/2022 | 19:30 | Gerdau Minas          | 3–2    | Fluminense                 | 22–25 | 25–18 | 18–25 | 25–16 | 15–11 | 105–95 | Relatório |
| 26/11/2022 | 21:30 | Unilife Maringá       | 0–3    | Dentil Praia Clube         | 18–25 | 22–25 | 17–25 |       |       | 57–75  | Relatório |
| 01/12/2022 | 19:00 | Energis 8 São Caetano | 0–3    | Barueri                    | 27–29 | 18–25 | 21–25 |       |       | 66–79  | Relatório |

#### 8ª Rodada
| Data       | Hora  |                    | Placar |                            | Set 1 | Set 2 | Set 3 | Set 4 | Set 5 | Total   | Relatório |
| ---------- | ----- | ------------------ | ------ | -------------------------- | ----- | ----- | ----- | ----- | ----- | ------- | --------- |
| 03/12/2022 | 14:00 | Sesi/Vôlei Bauru   | 3–0    | ABEL/Brusque               | 25–13 | 25–18 | 25–15 |       |       | 75–46   | Relatório |
| 03/12/2022 | 17:00 | Brasília Vôlei     | 2–3    | Gerdau Minas               | 22–25 | 25–23 | 25–27 | 25–19 | 9–15  | 106–109 | Relatório |
| 03/12/2022 | 19:00 | Sesc RJ/Flamengo   | 3–0    | Pinheiros                  | 25–16 | 25–18 | 25–19 |       |       | 75–53   | Relatório |
| 03/12/2022 | 21:30 | Dentil Praia Clube | 3–0    | Osasco São Cristóvão Saúde | 25–21 | 25–19 | 25–13 |       |       | 75–53   | Relatório |
| 04/12/2022 | 17:00 | Barueri            | 3–0    | Unilife Maringá            | 25–14 | 25–19 | 25–18 |       |       | 75–51   | Relatório |
| 16/12/2022 | 19:30 | Fluminense         | 3–1    | Energis 8 São Caetano      | 25–17 | 22–25 | 25–13 | 25–16 |       | 97–71   | Relatório |

#### 9ª Rodada
| Data       | Hora  |                            | Placar |                  | Set 1 | Set 2 | Set 3 | Set 4 | Set 5 | Total   | Relatório |
| ---------- | ----- | -------------------------- | ------ | ---------------- | ----- | ----- | ----- | ----- | ----- | ------- | --------- |
| 06/12/2022 | 19:30 | Dentil Praia Clube         | 3–0    | ABEL/Brusque     | 25–13 | 25–23 | 27–25 |       |       | 77–61   | Relatório |
| 06/12/2022 | 21:30 | Gerdau Minas               | 3–2    | Sesc RJ/Flamengo | 16–25 | 23–25 | 25–17 | 25–22 | 15–13 | 104–102 | Relatório |
| 09/12/2022 | 18:30 | Unilife Maringá            | 2–3    | Fluminense       | 25–21 | 27–25 | 26–28 | 19–25 | 12–15 | 109–114 | Relatório |
| 09/12/2022 | 19:00 | Energis 8 São Caetano      | 2–3    | Brasília Vôlei   | 25–21 | 22–25 | 23–25 | 25–15 | 11–15 | 106–101 | Relatório |
| 09/12/2022 | 21:00 | Osasco São Cristóvão Saúde | 3–0    | Barueri          | 25–19 | 26–24 | 25–20 |       |       | 76–63   | Relatório |
| 16/12/2022 | 20:00 | Pinheiros                  | 3–2    | Sesi/Vôlei Bauru | 20–25 | 23–25 | 25–19 | 25–16 | 15–9  | 108–94  | Relatório |

#### 10ª Rodada
| Data       | Hora  |                  | Placar |                            | Set 1 | Set 2 | Set 3 | Set 4 | Set 5 | Total  | Relatório |
| ---------- | ----- | ---------------- | ------ | -------------------------- | ----- | ----- | ----- | ----- | ----- | ------ | --------- |
| 07/11/2022 | 19:30 | Barueri          | 1–3    | Dentil Praia Clube         | 18–25 | 25–27 | 25–23 | 26–28 |       | 94–103 | Relatório |
| 20/12/2022 | 19:00 | Fluminense       | 3–1    | Osasco São Cristóvão Saúde | 20–25 | 25–20 | 25–20 | 25–21 |       | 95–86  | Relatório |
| 20/12/2022 | 21:30 | Brasília Vôlei   | 3–0    | Unilife Maringá            | 25–18 | 25–21 | 26–24 |       |       | 76–63  | Relatório |
| 22/12/2022 | 19:30 | Sesc RJ/Flamengo | 3–0    | Energis 8 São Caetano      | 25–8  | 29–27 | 25–20 |       |       | 79–55  | Relatório |
| 22/12/2022 | 20:00 | Pinheiros        | 3–0    | ABEL/Brusque               | 25–19 | 25–16 | 25–14 |       |       | 75–49  | Relatório |
| 24/01/2023 | 19:00 | Sesi/Vôlei Bauru | 0–3    | Gerdau Minas               | 20–25 | 12–25 | 21–25 |       |       | 53–75  | Relatório |

#### 11ª Rodada
| Data       | Hora  |                            | Placar |                  | Set 1 | Set 2 | Set 3 | Set 4 | Set 5 | Total  | Relatório |
| ---------- | ----- | -------------------------- | ------ | ---------------- | ----- | ----- | ----- | ----- | ----- | ------ | --------- |
| 08/01/2023 | 16:00 | ABEL/Brusque               | 0–3    | Barueri          | 18–25 | 15–25 | 18–25 |       |       | 51–75  | Relatório |
| 08/01/2023 | 17:00 | Unilife Maringá            | 2–3    | Sesc RJ/Flamengo | 21–25 | 25–22 | 17–25 | 25–20 | 9–15  | 97–107 | Relatório |
| 09/01/2023 | 19:00 | Gerdau Minas               | 0–3    | Pinheiros        | 22–25 | 21–25 | 19–25 |       |       | 62–75  | Relatório |
| 10/01/2023 | 19:00 | Dentil Praia Clube         | 3–1    | Fluminense       | 25–15 | 25–13 | 25–27 | 25–19 |       | 100–74 | Relatório |
| 10/01/2023 | 19:30 | Energis 8 São Caetano      | 1–3    | Sesi/Vôlei Bauru | 12–25 | 25–21 | 22–25 | 18–25 |       | 77–96  | Relatório |
| 10/01/2023 | 21:30 | Osasco São Cristóvão Saúde | 3–0    | Brasília Vôlei   | 25–19 | 25–15 | 25–17 |       |       | 75–51  | Relatório |

### Returno
- Local: Os times que estão ao lado esquerdo da tabela jogam em casa.

#### 1ª Rodada
| Data       | Hora  |                            | Placar |                  | Set 1 | Set 2 | Set 3 | Set 4 | Set 5 | Total   | Relatório |
| ---------- | ----- | -------------------------- | ------ | ---------------- | ----- | ----- | ----- | ----- | ----- | ------- | --------- |
| 13/01/2023 | 18:30 | Dentil Praia Clube         | 3–1    | Brasília Vôlei   | 25–18 | 22–25 | 25–20 | 25–21 |       | 97–84   | Relatório |
| 13/01/2023 | 19:00 | Energis 8 São Caetano      | 1–3    | Pinheiros        | 19–25 | 23–25 | 28–26 | 11–25 |       | 81–101  | Relatório |
| 13/01/2023 | 21:00 | Osasco São Cristóvão Saúde | 3–1    | Sesc RJ/Flamengo | 25–23 | 27–25 | 29–31 | 30–28 |       | 111–107 | Relatório |
| 14/01/2023 | 18:00 | Barueri                    | 3–0    | Fluminense       | 25–21 | 25–23 | 27–25 |       |       | 77–69   | Relatório |
| 14/01/2023 | 19:00 | Unilife Maringá            | 3–1    | Sesi/Vôlei Bauru | 12–25 | 25–15 | 25–14 | 25–21 |       | 87–75   | Relatório |
| 14/01/2023 | 21:30 | ABEL/Brusque               | 0–3    | Gerdau Minas     | 20–25 | 25–27 | 29–31 |       |       | 74–83   | Relatório |

#### 2ª Rodada
| Data       | Hora  |                  | Placar |                            | Set 1 | Set 2 | Set 3 | Set 4 | Set 5 | Total   | Relatório |
| ---------- | ----- | ---------------- | ------ | -------------------------- | ----- | ----- | ----- | ----- | ----- | ------- | --------- |
| 19/01/2023 | 19:00 | Brasília Vôlei   | 3–2    | Barueri                    | 24–26 | 25–20 | 22–25 | 25–21 | 15–12 | 111–104 | Relatório |
| 19/01/2023 | 19:00 | ABEL/Brusque     | 0–3    | Fluminense                 | 18–25 | 21–25 | 24–26 |       |       | 63–76   | Relatório |
| 20/01/2023 | 18:30 | Sesi/Vôlei Bauru | 0–3    | Osasco São Cristóvão Saúde | 15–25 | 22–25 | 19–25 |       |       | 56–75   | Relatório |
| 20/01/2023 | 21:00 | Sesc RJ/Flamengo | 3–1    | Dentil Praia Clube         | 25–20 | 25–27 | 25–21 | 25–23 |       | 100–91  | Relatório |
| 21/01/2023 | 16:30 | Pinheiros        | 3–1    | Unilife Maringá            | 25–20 | 23–25 | 25–16 | 25–21 |       | 98–82   | Relatório |
| 21/01/2023 | 21:30 | Gerdau Minas     | 3–0    | Energis 8 São Caetano      | 25–8  | 29–27 | 25–18 |       |       | 79–53   | Relatório |

#### 3ª Rodada
| Data       | Hora  |                            | Placar |                       | Set 1 | Set 2 | Set 3 | Set 4 | Set 5 | Total | Relatório |
| ---------- | ----- | -------------------------- | ------ | --------------------- | ----- | ----- | ----- | ----- | ----- | ----- | --------- |
| 27/01/2023 | 18:30 | Osasco São Cristóvão Saúde | 3–0    | Pinheiros             | 25–20 | 25–17 | 25–21 |       |       | 75–58 | Relatório |
| 27/01/2023 | 19:30 | ABEL/Brusque               | 0–3    | Energis 8 São Caetano | 18–25 | 23–25 | 22–25 |       |       | 63–75 | Relatório |
| 27/01/2023 | 21:00 | Unilife Maringá            | 0–3    | Gerdau Minas          | 13–25 | 17–25 | 20–25 |       |       | 50–75 | Relatório |
| 27/01/2023 | 21:00 | Barueri                    | 1–3    | Sesc RJ/Flamengo      | 25–23 | 16–25 | 17–25 | 16–25 |       | 74–98 | Relatório |
| 28/01/2023 | 18:00 | Fluminense                 | 3–1    | Brasília Vôlei        | 25–23 | 25–16 | 19–25 | 25–21 |       | 94–85 | Relatório |
| 28/01/2023 | 21:30 | Dentil Praia Clube         | 3–0    | Sesi/Vôlei Bauru      | 25–18 | 25–19 | 25–17 |       |       | 75–54 | Relatório |

#### 4ª Rodada
| Data       | Hora  |                       | Placar |                            | Set 1 | Set 2 | Set 3 | Set 4 | Set 5 | Total   | Relatório |
| ---------- | ----- | --------------------- | ------ | -------------------------- | ----- | ----- | ----- | ----- | ----- | ------- | --------- |
| 08/02/2023 | 19:00 | Pinheiros             | 0–3    | Dentil Praia Clube         | 18–25 | 17–25 | 22–25 |       |       | 57–75   | Relatório |
| 09/02/2023 | 18:30 | Sesc RJ/Flamengo      | 2–3    | Fluminense                 | 22–25 | 27–25 | 22–25 | 25–18 | 10–15 | 106–108 | Relatório |
| 09/02/2023 | 20:30 | Energis 8 São Caetano | 2–3    | Unilife Maringá            | 25–17 | 16–25 | 25–22 | 15–25 | 3–15  | 84–104  | Relatório |
| 09/02/2023 | 21:30 | Gerdau Minas          | 1–3    | Osasco São Cristóvão Saúde | 19–25 | 25–20 | 21–25 | 27–29 |       | 92–99   | Relatório |
| 10/02/2023 | 16:00 | ABEL/Brusque          | 0–3    | Brasília Vôlei             | 22–25 | 25–27 | 25–27 |       |       | 72–79   | Relatório |
| 10/02/2023 | 21:00 | Sesi/Vôlei Bauru      | 3–0    | Barueri                    | 25–17 | 25–23 | 25–11 |       |       | 75–51   | Relatório |

#### 5ª Rodada
| Data       | Hora  |                            | Placar |                       | Set 1 | Set 2 | Set 3 | Set 4 | Set 5 | Total  | Relatório |
| ---------- | ----- | -------------------------- | ------ | --------------------- | ----- | ----- | ----- | ----- | ----- | ------ | --------- |
| 14/02/2023 | 21:30 | Brasília Vôlei             | 0–3    | Sesc RJ/Flamengo      | 21–25 | 21–25 | 22–25 |       |       | 64–75  | Relatório |
| 15/02/2023 | 18:00 | Barueri                    | 3–0    | Pinheiros             | 25–20 | 25–18 | 25–22 |       |       | 75–60  | Relatório |
| 16/02/2023 | 18:30 | Osasco São Cristóvão Saúde | 3–1    | Energis 8 São Caetano | 19–25 | 25–20 | 25–21 | 25–21 |       | 94–87  | Relatório |
| 16/02/2023 | 21:30 | Dentil Praia Clube         | 3–0    | Gerdau Minas          | 25–20 | 25–21 | 25–15 |       |       | 75–56  | Relatório |
| 17/02/2023 | 19:00 | Unilife Maringá            | 3–0    | ABEL/Brusque          | 25–19 | 25–19 | 25–16 |       |       | 75–54  | Relatório |
| 17/02/2023 | 21:30 | Fluminense                 | 3–2    | Sesi/Vôlei Bauru      | 25–20 | 25–20 | 14–25 | 19–25 | 15–12 | 98–102 | Relatório |

#### 6ª Rodada
| Data       | Hora  |                            | Placar |                    | Set 1 | Set 2 | Set 3 | Set 4 | Set 5 | Total   | Relatório |
| ---------- | ----- | -------------------------- | ------ | ------------------ | ----- | ----- | ----- | ----- | ----- | ------- | --------- |
| 23/02/2023 | 19:00 | Sesi/Vôlei Bauru           | 3–1    | Brasília Vôlei     | 23–25 | 25–17 | 25–22 | 25–23 |       | 98–87   | Relatório |
| 23/02/2023 | 21:30 | Gerdau Minas               | 3–1    | Barueri            | 25–15 | 24–26 | 25–23 | 25–11 |       | 99–75   | Relatório |
| 24/02/2023 | 18:30 | Osasco São Cristóvão Saúde | 3–0    | Unilife Maringá    | 33–31 | 27–25 | 25–18 |       |       | 85–74   | Relatório |
| 24/02/2023 | 20:00 | Pinheiros                  | 2–3    | Fluminense         | 25–15 | 24–26 | 26–24 | 19–25 | 11–15 | 105–105 | Relatório |
| 24/02/2023 | 21:00 | Energis 8 São Caetano      | 0–3    | Dentil Praia Clube | 14–25 | 19–25 | 20–25 |       |       | 53–75   | Relatório |
| 25/02/2023 | 18:30 | ABEL/Brusque               | 1–3    | Sesc RJ/Flamengo   | 25–21 | 17–25 | 18–25 | 11–25 |       | 71–96   | Relatório |

#### 7ª Rodada
| Data       | Hora  |                            | Placar |                       | Set 1 | Set 2 | Set 3 | Set 4 | Set 5 | Total   | Relatório |
| ---------- | ----- | -------------------------- | ------ | --------------------- | ----- | ----- | ----- | ----- | ----- | ------- | --------- |
| 28/02/2023 | 19:30 | Fluminense                 | 0–3    | Gerdau Minas          | 17–25 | 19–25 | 25–27 |       |       | 61–77   | Relatório |
| 01/03/2023 | 18:00 | Barueri                    | 3–2    | Energis 8 São Caetano | 21–25 | 19–25 | 25–17 | 25–18 | 18–16 | 108–101 | Relatório |
| 01/03/2023 | 19:00 | Dentil Praia Clube         | 3–0    | Unilife Maringá       | 25–17 | 25–15 | 25–20 |       |       | 75–52   | Relatório |
| 01/03/2023 | 19:00 | Brasília Vôlei             | 2–3    | Pinheiros             | 17–25 | 25–22 | 15–25 | 25–17 | 12–15 | 94–104  | Relatório |
| 01/03/2023 | 21:30 | Sesc RJ/Flamengo           | 3–0    | Sesi/Vôlei Bauru      | 27–25 | 25–19 | 25–19 |       |       | 77–63   | Relatório |
| 02/03/2023 | 21:30 | Osasco São Cristóvão Saúde | 3–0    | ABEL/Brusque          | 25–14 | 25–21 | 25–18 |       |       | 75–53   | Relatório |

#### 8ª Rodada
| Data       | Hora  |                            | Placar |                    | Set 1 | Set 2 | Set 3 | Set 4 | Set 5 | Total   | Relatório |
| ---------- | ----- | -------------------------- | ------ | ------------------ | ----- | ----- | ----- | ----- | ----- | ------- | --------- |
| 11/03/2023 | 18:30 | Energis 8 São Caetano      | 2–3    | Fluminense         | 19–25 | 21–25 | 25–18 | 25–23 | 12–15 | 102–106 | Relatório |
| 11/03/2023 | 21:30 | Gerdau Minas               | 3–1    | Brasília Vôlei     | 25–18 | 15–25 | 25–19 | 25–22 |       | 90–84   | Relatório |
| 11/03/2023 | 21:30 | Osasco São Cristóvão Saúde | 0–3    | Dentil Praia Clube | 23–25 | 24–26 | 23–25 |       |       | 70–76   | Relatório |
| 12/03/2023 | 19:00 | ABEL/Brusque               | 0–3    | Sesi/Vôlei Bauru   | 21–25 | 15–25 | 20–25 |       |       | 56–75   | Relatório |
| 13/03/2023 | 18:00 | Pinheiros                  | 3–0    | Sesc RJ/Flamengo   | 25–21 | 25–23 | 27–25 |       |       | 77–69   | Relatório |
| 13/03/2023 | 20:30 | Unilife Maringá            | 3–1    | Barueri            | 25–19 | 27–25 | 24–26 | 26–24 |       | 102–94  | Relatório |

#### 9ª Rodada
| Data       | Hora  |                  | Placar |                            | Set 1 | Set 2 | Set 3 | Set 4 | Set 5 | Total | Relatório |
| ---------- | ----- | ---------------- | ------ | -------------------------- | ----- | ----- | ----- | ----- | ----- | ----- | --------- |
| 16/03/2023 | 19:00 | Brasília Vôlei   | 3–0    | Energis 8 São Caetano      | 25–22 | 25–22 | 25–18 |       |       | 75–62 | Relatório |
| 16/03/2023 | 19:30 | Fluminense       | 3–1    | Unilife Maringá            | 25–23 | 25–22 | 23–25 | 25–18 |       | 98–88 | Relatório |
| 17/03/2023 | 18:30 | Barueri          | 3–1    | Osasco São Cristóvão Saúde | 25–23 | 15–25 | 25–20 | 25–23 |       | 90–91 | Relatório |
| 17/03/2023 | 21:00 | Sesc RJ/Flamengo | 3–1    | Gerdau Minas               | 22–25 | 25–21 | 25–16 | 25–22 |       | 97–84 | Relatório |
| 18/03/2023 | 16:30 | ABEL/Brusque     | 0–3    | Dentil Praia Clube         | 15–25 | 14–25 | 22–25 |       |       | 51–75 | Relatório |
| 19/03/2023 | 21:30 | Sesi/Vôlei Bauru | 3–1    | Pinheiros                  | 25–16 | 27–25 | 16–25 | 25–21 |       | 93–87 | Relatório |

#### 10ª Rodada
| Data       | Hora  |                            | Placar |                  | Set 1 | Set 2 | Set 3 | Set 4 | Set 5 | Total | Relatório |
| ---------- | ----- | -------------------------- | ------ | ---------------- | ----- | ----- | ----- | ----- | ----- | ----- | --------- |
| 22/03/2023 | 19:00 | Unilife Maringá            | 3–1    | Brasília Vôlei   | 25–23 | 25–20 | 21–25 | 25–20 |       | 96–88 | Relatório |
| 24/03/2023 | 18:30 | Dentil Praia Clube         | 2–3    | Barueri          | 25–18 | 17–25 | 21–25 | 25–11 | 11–15 | 99–94 | Relatório |
| 24/03/2023 | 19:30 | Energis 8 São Caetano      | 0–3    | Sesc RJ/Flamengo | 13–25 | 24–26 | 23–25 |       |       | 60–76 | Relatório |
| 24/03/2023 | 21:00 | Gerdau Minas               | 3–1    | Sesi/Vôlei Bauru | 23–25 | 25–13 | 25–20 | 25–18 |       | 98–76 | Relatório |
| 25/03/2023 | 18:00 | ABEL/Brusque               | 0–3    | Pinheiros        | 20–25 | 20–25 | 19–25 |       |       | 59–75 | Relatório |
| 25/03/2023 | 21:30 | Osasco São Cristóvão Saúde | 3–0    | Fluminense       | 25–12 | 25–23 | 25–21 |       |       | 75–56 | Relatório |

#### 11ª Rodada
| Data       | Hora  |                  | Placar |                            | Set 1 | Set 2 | Set 3 | Set 4 | Set 5 | Total | Relatório |
| ---------- | ----- | ---------------- | ------ | -------------------------- | ----- | ----- | ----- | ----- | ----- | ----- | --------- |
| 31/03/2023 | 21:00 | Sesc RJ/Flamengo | 3–0    | Unilife Maringá            | 25–19 | 25–17 | 25–19 |       |       | 75–55 | Relatório |
| 31/03/2023 | 21:00 | Barueri          | 3–1    | ABEL/Brusque               | 25–19 | 25–23 | 19–25 | 25–16 |       | 94–83 | Relatório |
| 31/03/2023 | 21:00 | Sesi/Vôlei Bauru | 3–1    | Energis 8 São Caetano      | 22–25 | 25–21 | 25–22 | 25–20 |       | 97–88 | Relatório |
| 31/03/2023 | 21:00 | Fluminense       | 1–3    | Dentil Praia Clube         | 25–21 | 20–25 | 19–25 | 15–25 |       | 79–96 | Relatório |
| 31/03/2023 | 21:00 | Brasília Vôlei   | 1–3    | Osasco São Cristóvão Saúde | 17–25 | 25–19 | 16–25 | 19–25 |       | 77–94 | Relatório |
| 31/03/2023 | 21:00 | Pinheiros        | 0–3    | Gerdau Minas               | 23–25 | 17–25 | 23–25 |       |       | 63–75 | Relatório |

## Playoffs
|  | Quartas de final | Quartas de final   | Quartas de final | Quartas de final | Quartas de final |              |                    | Semifinais       | Semifinais       | Semifinais       | Semifinais       | Semifinais       |  |  | Final     | Final              | Final     | Final     | Final     | Final     | Final     |
|  | 6 a 14 de abril  | 6 a 14 de abril    | 6 a 14 de abril  | 6 a 14 de abril  | 6 a 14 de abril  |              |                    | 21 a 28 de abril | 21 a 28 de abril | 21 a 28 de abril | 21 a 28 de abril | 21 a 28 de abril |  |  | 7 de maio | 7 de maio          | 7 de maio | 7 de maio | 7 de maio | 7 de maio | 7 de maio |
|  |                  |                    |                  |                  |                  |              |                    |                  |                  |                  |                  |                  |  |  |           |                    |           |           |           |           |           |
|  | 1°               | Dentil Praia Clube | 3                | 3                |                  |              |                    |                  |                  |                  |                  |                  |  |  |           |                    |           |           |           |           |           |
|  | 8°               | Barueri            | 1                | 0                |                  |              |                    |                  |                  |                  |                  |                  |  |  |           |                    |           |           |           |           |           |
|  | 8°               | Barueri            | 1                | 0                |                  | 1º           | Dentil Praia Clube | 0                | 3                | 3                |                  |                  |  |  |           |                    |           |           |           |           |           |
|  |                  |                    |                  |                  |                  | 1º           | Dentil Praia Clube | 0                | 3                | 3                |                  |                  |  |  |           |                    |           |           |           |           |           |
|  |                  | 4º                 | Sesc RJ/Flamengo | 3                | 2                | 1            |                    |                  |                  |                  |                  |                  |  |  |           |                    |           |           |           |           |           |
|  | 4°               | 4º                 | Sesc RJ/Flamengo | 3                | 2                | 1            | Sesc RJ/Flamengo   | 3                | 3                |                  |                  |                  |  |  |           |                    |           |           |           |           |           |
|  | 4°               |                    |                  |                  |                  |              | Sesc RJ/Flamengo   | 3                | 3                |                  |                  |                  |  |  |           |                    |           |           |           |           |           |
|  | 5°               | Fluminense         | 0                | 1                |                  |              |                    |                  |                  |                  |                  |                  |  |  |           |                    |           |           |           |           |           |
|  |                  |                    |                  |                  |                  |              |                    |                  |                  |                  |                  |                  |  |  | 1º        | Dentil Praia Clube | 3         |           |           |           |           |
|  |                  |                    | 3º               | Gerdau Minas     | 0                |              |                    |                  |                  |                  |                  |                  |  |  |           |                    |           |           |           |           |           |
|  | 2°               | Osasco             | 2                | 3                | 3                |              |                    |                  |                  |                  |                  |                  |  |  |           |                    |           |           |           |           |           |
|  | 7°               | Pinheiros          | 3                | 0                | 0                |              |                    |                  |                  |                  |                  |                  |  |  |           |                    |           |           |           |           |           |
|  | 7°               | Pinheiros          | 3                | 0                | 0                |              | 2º                 | Osasco           | 1                | 0                |                  |                  |  |  |           |                    |           |           |           |           |           |
|  |                  |                    |                  |                  |                  |              | 2º                 | Osasco           | 1                | 0                |                  |                  |  |  |           |                    |           |           |           |           |           |
|  |                  | 3º                 | Gerdau Minas     | 3                | 3                |              |                    |                  |                  |                  |                  |                  |  |  |           |                    |           |           |           |           |           |
|  | 3°               | 3º                 | Gerdau Minas     | 3                | 3                | Gerdau Minas | 3                  | 3                |                  |                  |                  |                  |  |  |           |                    |           |           |           |           |           |
|  | 3°               |                    |                  |                  |                  | Gerdau Minas | 3                  | 3                |                  |                  |                  |                  |  |  |           |                    |           |           |           |           |           |
|  | 6°               | Sesi/Vôlei Bauru   | 2                | 1                |                  |              |                    |                  |                  |                  |                  |                  |  |  |           |                    |           |           |           |           |           |

### Quartas de final
| Data      | Hora    |                    | Placar  |                    | Set 1   | Set 2   | Set 3   | Set 4   | Set 5   | Total   | Relatório |
| 1º x 8º   | 1º x 8º | 1º x 8º            | 1º x 8º | 1º x 8º            | 1º x 8º | 1º x 8º | 1º x 8º | 1º x 8º | 1º x 8º | 1º x 8º | 1º x 8º   |
| --------- | ------- | ------------------ | ------- | ------------------ | ------- | ------- | ------- | ------- | ------- | ------- | --------- |
| 6/4/2023  | 18:30   | Barueri            | 1–3     | Dentil Praia Clube | 26–24   | 19–25   | 14–25   | 15–25   |         | 74–99   | Relatório |
| 10/4/2023 | 18:30   | Dentil Praia Clube | 3–0     | Barueri            | 25–22   | 25–21   | 25–22   |         |         | 75–65   | Relatório |
| 2º x 7º   |         |                    |         |                    |         |         |         |         |         |         |           |
| 7/4/2023  | 21:00   | Pinheiros          | 3–2     | Osasco             | 25–23   | 21–25   | 25–20   | 20–25   | 15–13   | 106–106 | Relatório |
| 11/4/2023 | 21:00   | Osasco             | 3–0     | Pinheiros          | 26–24   | 25–22   | 25–15   |         |         | 76–61   | Relatório |
| 14/4/2023 | 21:00   | Osasco             | 3–0     | Pinheiros          | 25–15   | 25–14   | 25–17   |         |         | 75–46   | Relatório |
| 3º x 6º   |         |                    |         |                    |         |         |         |         |         |         |           |
| 7/4/2023  | 18:30   | Sesi/Vôlei Bauru   | 2–3     | Gerdau Minas       | 25–17   | 25–22   | 19–25   | 20–25   | 12–15   | 101–104 | Relatório |
| 10/4/2023 | 21:00   | Gerdau Minas       | 3–1     | Sesi/Vôlei Bauru   | 22–25   | 25–20   | 25–19   | 25–21   |         | 97–85   | Relatório |
| 4º x 5º   |         |                    |         |                    |         |         |         |         |         |         |           |
| 8/4/2023  | 21:00   | Fluminense         | 0–3     | Sesc RJ/Flamengo   | 17–25   | 20–25   | 20–25   |         |         | 57–75   | Relatório |
| 11/4/2023 | 18:30   | Sesc RJ/Flamengo   | 3–1     | Fluminense         | 25–21   | 23–25   | 25–23   | 25–18   |         | 98–87   | Relatório |

### Semifinais
| Data       | Hora    |                    | Placar  |                    | Set 1   | Set 2   | Set 3   | Set 4   | Set 5   | Total   | Relatório |
| 1º x 4º    | 1º x 4º | 1º x 4º            | 1º x 4º | 1º x 4º            | 1º x 4º | 1º x 4º | 1º x 4º | 1º x 4º | 1º x 4º | 1º x 4º | 1º x 4º   |
| ---------- | ------- | ------------------ | ------- | ------------------ | ------- | ------- | ------- | ------- | ------- | ------- | --------- |
| 21/04/2023 | 18:30   | Dentil Praia Clube | 0–3     | Sesc RJ/Flamengo   | 20–25   | 21–25   | 22–25   |         |         | 63–75   | Relatório |
| 25/04/2023 | 18:30   | Sesc RJ/Flamengo   | 2–3     | Dentil Praia Clube | 22–25   | 25–21   | 19–25   | 25–22   | 14–16   | 105–109 | Relatório |
| 28/04/2023 | 19:30   | Dentil Praia Clube | 3–1     | Sesc RJ/Flamengo   | 16–25   | 30–28   | 26–24   | 25–15   |         | 97–92   | Relatório |
| 2º x 3º    |         |                    |         |                    |         |         |         |         |         |         |           |
| 21/04/2023 | 21:00   | Osasco             | 1–3     | Gerdau Minas       | 19–25   | 25–27   | 25–16   | 24–26   |         | 93–94   | Relatório |
| 25/04/2023 | 21:00   | Gerdau Minas       | 3–0     | Osasco             | 27–25   | 25–20   | 25–18   |         |         | 77–63   | Relatório |

### Final
| Data       | Hora    |                    | Placar  |              | Set 1   | Set 2   | Set 3   | Set 4   | Set 5   | Total   | Relatório |
| 1º x 3º    | 1º x 3º | 1º x 3º            | 1º x 3º | 1º x 3º      | 1º x 3º | 1º x 3º | 1º x 3º | 1º x 3º | 1º x 3º | 1º x 3º | 1º x 3º   |
| ---------- | ------- | ------------------ | ------- | ------------ | ------- | ------- | ------- | ------- | ------- | ------- | --------- |
| 07/05/2023 | 10:00   | Dentil Praia Clube | 3–0     | Gerdau Minas | 25–22   | 25–22   | 26–24   |         |         | 76–68   | Relatório |

## Premiações
| Superliga Série A de 2022–23           |
| Minas Gerais                           |
| -------------------------------------- |
| Dentil Praia Clube Campeão (2º título) |

### Seleção da Superliga
As atletas que se destacaram individualmente foram:
| Posição                          | Jogador       | Equipe             |
| -------------------------------- | ------------- | ------------------ |
| MVP                              | Kisy          | Gerdau Minas       |
| Melhor Oposto                    | Kisy          | Gerdau Minas       |
| 1º Melhor Ponteira               | Roni Perry    | Sesc RJ/Flamengo   |
| 2º Melhor Ponteira               | Peña          | Gerdau Minas       |
| 1º Melhor Central                | Carol         | Dentil Praia Clube |
| 2º Melhor Central                | Thaísa        | Gerdau Minas       |
| Melhor Levantadora               | Brie King     | Sesc RJ/Flamengo   |
| Melhor Líbero                    | Nyeme         | Gerdau Minas       |
| Atleta Revelação                 | Maiara Basso  | Barueri            |
| MVP da Final (Troféu Viva Vôlei) | Claudinha     | Dentil Praia Clube |
| Melhor Técnico                   | Paulo Coco    | Dentil Praia Clube |
| Melhor árbitro                   | Angela Grassi |                    |

## Classificação final
| Posição           | Equipe                | Classificação/rebaixamento    |
| ----------------- | --------------------- | ----------------------------- |
| Medalha de ouro   | Dentil Praia Clube    | Superliga 2023/2024 - Série A |
| Medalha de prata  | Gerdau Minas          | Superliga 2023/2024 - Série A |
| Medalha de bronze | Osasco                | Superliga 2023/2024 - Série A |
| 4                 | Sesc RJ/Flamengo      | Superliga 2023/2024 - Série A |
| 5                 | Fluminense            | Superliga 2023/2024 - Série A |
| 6                 | Sesi/Vôlei Bauru      | Superliga 2023/2024 - Série A |
| 7                 | Pinheiros             | Superliga 2023/2024 - Série A |
| 8                 | Barueri               | Superliga 2023/2024 - Série A |
| 9                 | Brasília Vôlei        | Superliga 2023/2024 - Série A |
| 10                | Unilife Maringá       | Superliga 2023/2024 - Série A |
| 11                | Energis 8 São Caetano | Série B 2024                  |
| 12                | ABEL/Brusque          | Série B 2024                  |

## Estatísticas
| Rank | Jogadoras    | Clubes                     | Pontos |
| ---- | ------------ | -------------------------- | ------ |
| 1    | Tifanny      | Osasco/São Cristóvão Saúde | 491    |
| 2    | Roni Perry   | Sesc RJ/Flamengo           | 485    |
| 3    | Maiara Basso | Barueri                    | 474    |
| 4    | Edinara      | EC Pinheiros               | 435    |
| 5    | Kisy         | Gerdau Minas               | 425    |

| Rank | Jogadoras  | Clubes                     | Pontos |
| ---- | ---------- | -------------------------- | ------ |
| 1    | Carol      | Dentil Praia Clube         | 88     |
| 2    | Adenízia   | Osasco/São Cristóvão Saúde | 86     |
| 3    | Lara Nobre | Fluminense                 | 80     |
| 4    | Thaísa     | Gerdau Minas               | 75     |
| 5    | Valquíria  | Sesc RJ/Flamengo           | 69     |

| - Atualizado até 9 Maio 2023 \| Rank \| Jogadoras \| Clubes \| Pontos \| \| ---- \| --------------- \| ---------------- \| ------ \| \| 1 \| Roni Perry \| Sesc RJ/Flamengo \| 39 \| \| 2 \| Thaisinha \| Sesi/Vôlei Bauru \| 27 \| \| 3 \| Ana Medina \| Brasília Vôlei \| 26 \| \| 3 \| Thaísa \| Gerdau Minas \| 26 \| \| 5 \| Elina Rodríguez \| Fluminense \| 23 \| Pontos marcados no saque ace \| Fonte: CBV |                 |                  |        |
| Rank | Jogadoras       | Clubes           | Pontos |
| 1 | Roni Perry      | Sesc RJ/Flamengo | 39     |
| 2 | Thaisinha       | Sesi/Vôlei Bauru | 27     |
| 3 | Ana Medina      | Brasília Vôlei   | 26     |
| 3 | Thaísa          | Gerdau Minas     | 26     |
| 5 | Elina Rodríguez | Fluminense       | 23     |